# Aglomerado globular

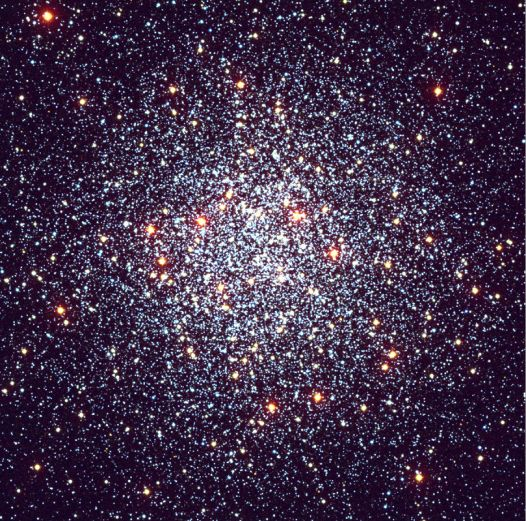
Aglomerado globular M55

Aglomerado globular é a denominação dada a um tipo de aglomerado estelar cujo formato aparente é esférico e cujo interior é muito denso e rico em estrelas antigas, podendo, inclusive, ter até um milhão de estrelas, mantidas juntas pela ação da gravidade. Os aglomerados globulares são conhecidos por conterem uma nebulosa planetária e geralmente localizam-se longe do plano galáctico e, às vezes, muito além disso, no distante espaço intergaláctico.
O tamanho médio aproximado de um aglomerado globular é de 100 anos-luz. A grande maioria desses aglomerados se formaram há mais ou menos 13 bilhões de anos e possuem portanto algumas das estrelas mais velhas já catalogadas. Lá existe uma grande quantidade de anãs vermelhas, que possuem poucos elementos pesados, pois foram formadas antes de tais elementos serem gerados nas explosões das supernovas.
Alguns poucos aglomerados globulares brilhantes, como Omega Centauri e M13, aparecem como formas estranhas a olho nu. Se vivêssemos em um planeta situado num aglomerado globular não existiria noite, tamanho é o brilho e o número de estrelas próximas uma das outras que existem nesse tipo de aglomerado.

## Observação história
O primeiro aglomerado globular M22 foi descoberto em 1665 por Abraham Ihle, um astrónomo amador alemão. No entanto, dada a pequena abertura dos primeiros telescópios, estrelas individuais dentro de um aglomerado globular não foram resolvida até Charles Messier observou M4. Em 2015, astrônomos descobriram uma densa nuvem de gás há 50 milhões de anos-luz de distância, o que eles acham que pode ser um aglomerado globular, uma grande bola com até um milhão de estrelas, a ponto de nascer.

## Formação
A formação de aglomerados globulares continua sendo um fenômeno pouco compreendido e permanece incerto se as estrelas se formam em uma aglomerado globular em uma única geração ou se são geradas através de múltiplas gerações ao longo de um período de várias centenas de milhões de anos. Em muitos aglomerados globulares, a maioria das estrelas estão aproximadamente no mesmo estágio em evolução estelar, sugerindo que elas são formadas aproximadamente no mesmo tempo No entanto, a história da formação estelar varia de aglomerado para aglomerado, com alguns aglomerados apresentando populações distintas de estrelas. Um exemplo disso são os aglomerados globulares na Grande Nuvem de Magalhães que apresentam uma população bimodal. Durante sua juventude, esses aglomerados LMC podem ter encontrado nuvens moleculares gigantes que provocaram uma segunda rodada de formação de estrelas.

Alguns aglomerados globulares bastante conhecidos:
- 47 Tucanae
- M13
- M15
- M22
- NGC 6522
- NGC 6397
- Omega Centauri